# Liste der Monuments historiques in Crottet
Die Liste der Monuments historiques in Crottet führt die Monuments historiques in der französischen Gemeinde Crottet auf.

## Liste der Bauwerke
| Bezeichnung     | Beschreibung                  | Standort                  | Kennzeichnung | Schutzstatus | Datum | Bild           |
| --------------- | ----------------------------- | ------------------------- | ------------- | ------------ | ----- | -------------- |
| Ehemalige Abtei | Erbaut im 15./16. Jahrhundert | Rue Villa Croteldi (Lage) | PA00116389    | Inscrit      | 1951  | weitere Bilder |

## Liste der Objekte
- Monuments historiques (Objekte) in Crottet in der Base Palissy des französischen Kultusministeriums